# مكتبة الدوال

مكتبة الدوال هي مكتبة البرامج التي تنفذ الدوال لـ لغات البرمجة الوظيفية ، «الفكرة الرئيسية هي: أن مكتبة الدوال تقدم الوظائف (الدوال) التي تجمع الوظائف مع بعضها البعض لصنع وظائف أكبر». هذه الأنواع من المكتبات مفيدة خصوصاً للسماح لـ لغات البرمجة محددة المجال أن تكون مضمنة بسهولة في لغة الهدف العام عن طريق تحديد وظائف مبدئية أقل للمجال المعطى، وتحويل مهام توسيع تعليمات المستوى المرتفع إلى اللغة العامة. كمثال محلل بارسيك الأحادي لـ هاسكل. أسلوب المكتبة يسمح للمحللين بأن يكونوا مواطني لغة من الدرجة الأولى.

## وصلات خارجية
- "Designing and Using Combinators: The Essence of Functional Programming"
- Daan Leijen and Erik Meijer (2001). "Parsec: Direct Style Monadic Parser Combinators for the Real World". Department of Computer Science, Universiteit Utrecht. UU-CS-2001-27. {{استشهاد بكتاب}}: روابط خارجية في |عنوان= (مساعدة)
- Daan Leijen and Erik Meijer (1999,). "Domain Specific Embedded Compilers". Also appeared in ACM SIGPLAN Notices 35, 1, (Jan. 2000). Austin, Texas. ص. 109–122. {{استشهاد بكتاب}}: تحقق من التاريخ في: |سنة= (مساعدة)، الوسيط غير المعروف |شهر= تم تجاهله يقترح استخدام |تاريخ= (مساعدة)، الوسيط غير المعروف |عنوان الكتاب= تم تجاهله (مساعدة)، وروابط خارجية في |عنوان= (مساعدة)صيانة الاستشهاد: علامات ترقيم زائدة (link)
- Hughes, John (1995). Jeuring, J. and Meijer, E. (المحرر). "The Design of a Pretty-printing Library". Springer Verlag. ج. 925. {{استشهاد بكتاب}}: الوسيط غير المعروف |عنوان الكتاب= تم تجاهله (مساعدة) وروابط خارجية في |عنوان= (مساعدة)صيانة الاستشهاد: أسماء متعددة: قائمة المحررين (link)